# Ги II де Шатильон
Ги II де Шатильон (Guy II de Châtillon) (ум. 1170) — сеньор де Шатильон-сюр-Марн с 1148 года.

## Биография
Сын Гоше II де Шатильона, который погиб в битве при Лаодицее 19 января 1148 года, и его жены Ады де Руси (ум. не ранее 1172). Благодаря женитьбе на внучке короля Людовика VI стал одним из влиятельных сеньоров Франции, что позволило его сыну Гоше III де Шатильону жениться на наследнице графства Сен-Поль. Позднее представители рода правили в графствах Блуа, Шатоден, Пантьевр, Порсеан, в герцогстве Бретань.
Впервые упоминается в документе, датированным 1146 годом. После смерти отца унаследовал сеньории Шатильон, Туасси, Монже и Креси. До совершеннолетия находился под опекой матери.
В 1162 году женился на Аликс де Дрё (1145/46-1205) — дочери Роберта де Дрё, младшего сына короля Людовика VI. Этот брак преследовал политические цели и был выгоден отцу Аликс и его брату — королю Людовику VII, так как Шатильонам с 1135 года принадлежала сеньория Монже (Montjay). Расположенная в 18 милях от Парижа, она имела большое стратегическое значение.
В свою очередь для Ги II де Шатильона женитьба на племяннице короля означала повышение социального статуса. В результате его сын смог заключить брачный союз с наследницей графства Сен-Поль.
Дети:
- Ги III (умер в 1191 году во время крестового похода), сеньор де Монже,
- Гоше III (погиб в бою в 1219), сеньор де Шатильон, де Туасси, де Креси и де Пьерфон, граф де Сен-Поль,
- Робер де Шатильон (ум. 1215), епископ Лана с 1210, пэр Франции,
- Ловель (Леонель) (умер в Палестине в 1191),
- Адела (ум. после 1216), с 1193 г. жена Гильома V де Гарланда, сеньора де Ливри,
- Мария, жена графа Рено де Даммартена (развод до 1190), Робера де Вьёпона, сеньора де Курвиль (ум. 1202/05) и Жана III, графа Вандома.

Ги II де Шатильон умер в начале 1170 года и был похоронен в усыпальнице храма г. Дрё. В том же году его вдова Аликс, возраст которой к тому времени не превышал 25 лет, вышла замуж за Жана I де Туротта, шателена Нуайона и Куси.